# 가사카케정
가사카케정(일본어: 笠懸町)은 일본 군마현의 동부 닛타군에 속했던 정이다. 현재의 미도리시에 해당한다.

## 역사
- 1889년 4월 1일 - 정촌제 시행으로 가사카케촌이 성립하였다.
- 1990년 4월 1일 - 정으로 승격해 가시카케정이 되었다.
- 2006년 3월 27일 - 세타군 아즈마촌, 야마다군, 오마마정과 합병해 미도리시가 되어 가사카케정은 폐지되었다.

## 교통

### 철도
- 동일본 여객철도 료모 선
- 도부 철도 기류 선

### 도로
- 국도 제50호선

## 참고 문헌
- 角川日本地名大辞典編纂委員会, 『角川日本地名大辞典 10 群馬県』1988, 角川書店